# Titignano (Cascina)
Titignano (Titinianum ad Curtes e Titinianum Curtium in latino) è una località del comune italiano di Cascina, nella provincia di Pisa, in Toscana.

## Geografia fisica
Dista 7,400 km dal capoluogo comunale ed è situato fra la Strada statale 67 Tosco Romagnola e il Fosso Vecchio, a sud della ferrovia Pisa - Firenze, dirimpetto alla Badia di San Savino.

## Storia
Col nome di Titignano delle Corti compare in diversi documenti dell'XI secolo del monastero di San Michele in Borgo di Pisa. In particolare, in un documento del 1077 relativo a una donazione fatta in favore del suddetto monastero circa alcune terre situate in Montione, Selva Longa, Colognola e Titignano.
Nel XIX secolo erano ancora visibili i resti di una grandiosa villa, già appartenuta alla famiglia Colleoli, poi in possesso degli Upezzinghi.
Nel 1957 fu fondata a Titignano la cooperativa agricola La Rinascita che contava 82 soci.

## Monumenti e luoghi d'interesse

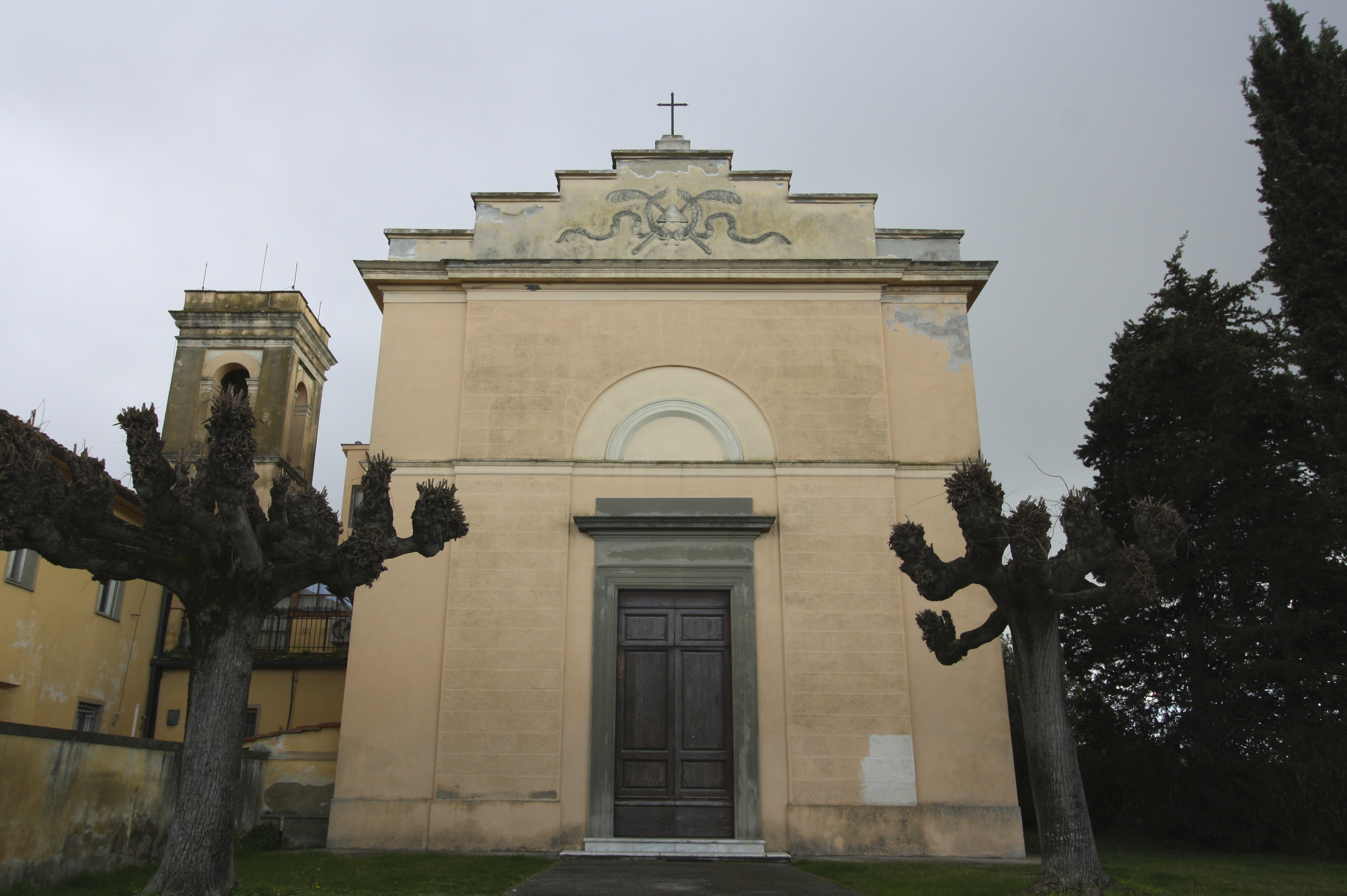
La chiesa di Sant'Ilario

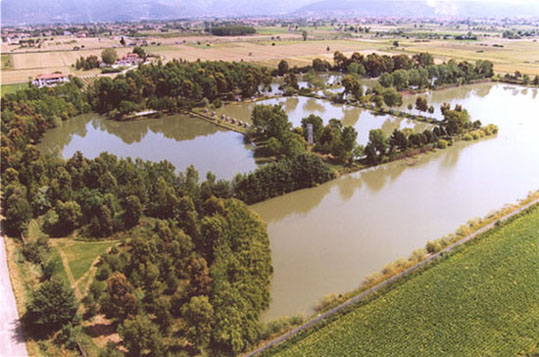
I laghi Malvaldo

- Chiesa di Sant'Ilario
- Villa del Carratore
- Parco dei Laghi Malvaldo